# Тёмный кислород

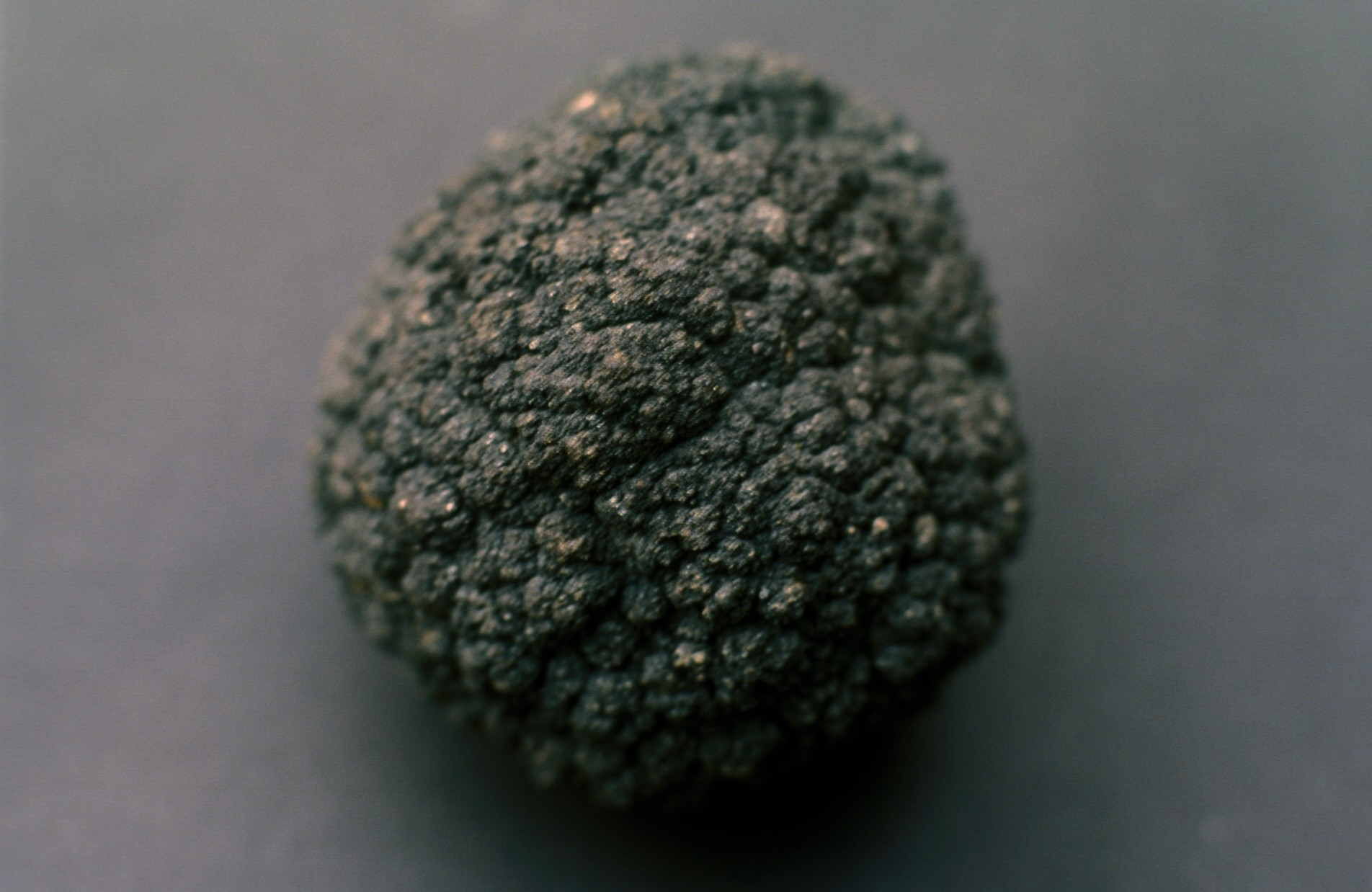
Железомарганцевая конкреция

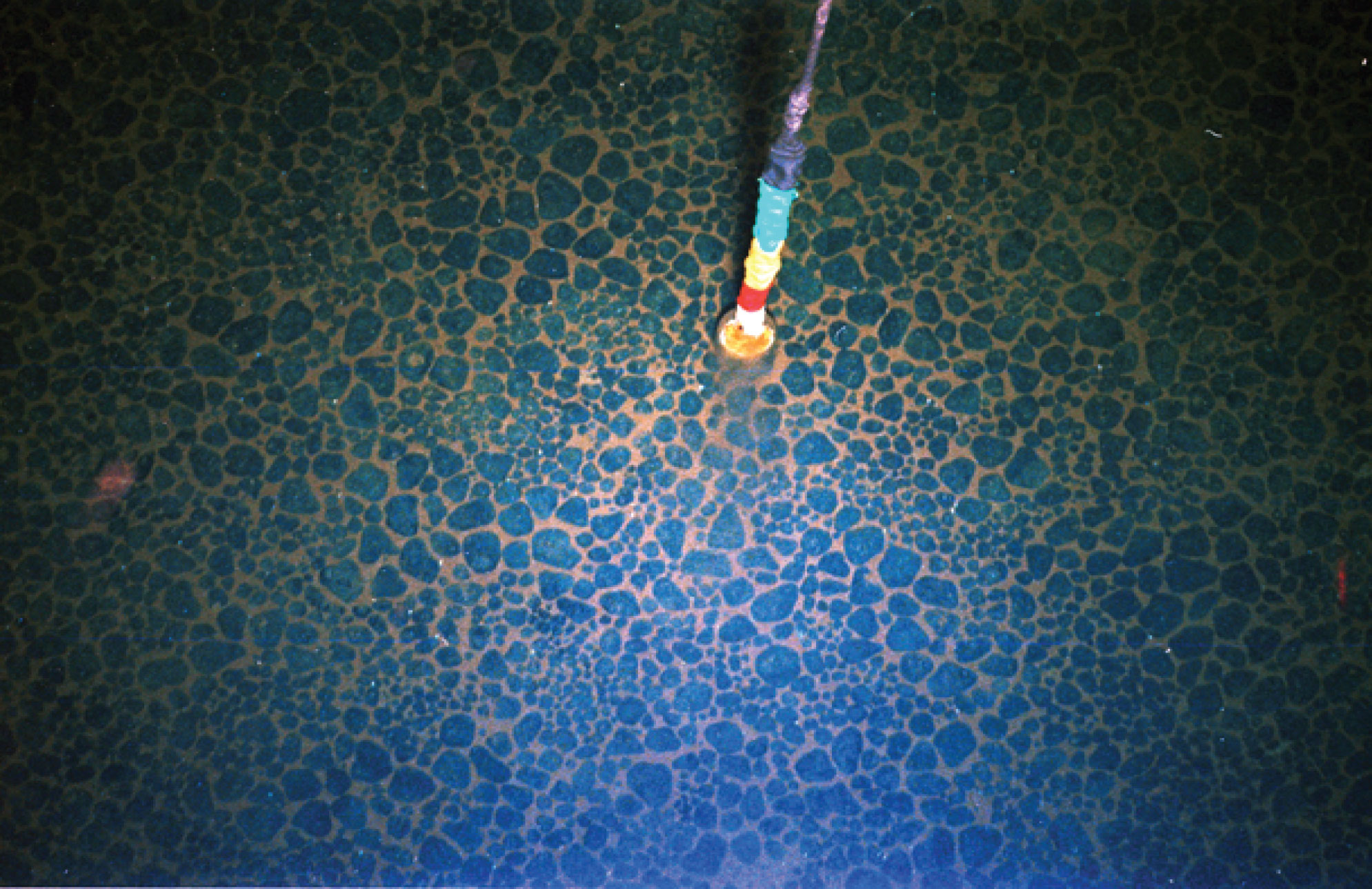
Пласт конкреций на океанском дне у островов Кука

Тёмный кислород (англ. dark oxygen) — научный термин для обозначения молекул кислорода, найденных в глубоких слоях океана, куда не проникает свет, тем самым исключая возможность образования в результате фотосинтеза. Кислород производится в темноте через различные абиотические и биотические процессы, что потенциально поддерживает аэробный метаболизм в темных бескислородных средах.

## Абиотическое производство
Абиотическое производство темного кислорода может происходить через несколько механизмов, включая радиолиз воды в темных геологических экосистемах и окисление поверхностно-связанных радикалов на кремнийсодержащих минералах. Эти процессы также образуют активные формы кислорода (АФК), такие как гидроксильные радикалы (OH•), супероксид (O2•-) и перекись водорода (H2O2), которые могут преобразовываться в O2 и воду биотическим путем через ферменты или абиотически через реакции с двухвалентным железом и другими восстановленными металлами.
Также кислород образуется железомарганцевыми конкрециями на глубине ниже 4000 м путём электролиза.

## Биотическое производство
Биотическое производство темного кислорода осуществляется микроорганизмами посредством различных микробных процессов, включая:
- Дисмутация хлорита: Этот процесс включает дисмутацию хлорита (ClO2−) с образованием O2и ионов хлорида.[10]
- Дисмутация оксида азота: Этот процесс включает дисмутацию оксида азота (NO) с образованием O2и газообразного азота (N2) или закиси азота (N2O).[11][12][13]
- Лизис воды с помощью метанобактинов: Метанобактины могут расщеплять молекулы воды с образованием O2.[14]

Эти процессы позволяют микробным сообществам поддерживать аэробный метаболизм в среде, лишенной кислорода.

## История открытия
О существовании тёмного кислорода было объявлено 22 июля 2024 года в ислледовании, опубликованом в журнале Nature Geoscience. Эндрю Свитман, профессор Шотландской ассоциации морских наук, изучал зону между островами Кларион и Клиппертон, область между Гавайями и Мексикой, где он и его команда обнаружили это явление. В 2013 году заметив необычные показатели содержания кислорода со дна Тихого океана, Эндрю Свитман подумал, что оборудование сломалось, однако позже производитель оборудования заверил его, что оно работает правильно. В 2021 и 2022 годах Свитман и его команда вернулись в зону между островами Кларион и Клиппертон и ещё раз измерили содержание кислорода в воде.
Это открытие ставит под сомнение теорию о том, что весь молекулярный кислород образуется в результате фотосинтеза.

## Открытие

### Химическая реакция
Описанный возможный процесс получения тёмного кислорода известен как электролиз морской воды. Электрического напряжения всего в 1,5 В достаточно, чтобы начать реакцию разделения водорода и кислорода электролизом. Самая большая величина электрического напряжения, наблюдавшаяся во время экспедиции, составила всего 0,95 В. Рабочая гипотеза заключается в том, что в океанских глубинах морская вода, электролит, и марганец вместе с железом, гальванический элемент, взаимодействуют между собой, работая, как химическая батарея.

### Последствия
Возможность получения тёмного кислорода электролизом ставит под сомнение все существующие теории и модели развития биологической жизни на Земле. До сих пор все подобные теории предполагали, что весь кислород был получен растениями и водорослями в результате фотосинтеза.
Открытие также может иметь важные последствия для поиска жизни на других планетах, вероятно, аналогичный процесс генерации кислорода может происходить и на других океанических мирах, а возможно даже на спутниках планет-гигантов в Солнечной системе, имеющих подповерхностный океаны, таких как Энцелад и Европа, создавая условия для существования аэробной жизни.